# Баграван
Баграван (на арменски: Նորշեն) е село и община в Армения, област Ширак. Според Националната статистическа служба на Армения през 2012 г. има 33 жители.

## Демография
Броят на населението в годините 1897 – 2004 е както следва: